# Pitelová
Pitelová (in ungherese Kiszelfalu) è un comune della Slovacchia facente parte del distretto di Žiar nad Hronom, nella regione di Banská Bystrica.